# Џокјо
Џокјо (貞享) је јапанска ера (ненко) која је настала после Тена и пре Генроку ере. Временски је трајала од фебруара 1684. до септембра 1688. године и припадала је Едо периоду. Владајући цареви били су Реиген и Хагашијама. Име нове ере „Џокјо“ у преводу значи „прихватање праведности“ и именована је како би се обележио почетак новог круга кинеских зодијака (година пацова). Ипак 1684. године шогунат преузима задатак вођења календара (који је у то време био у рукама цара) и исте године ствара јапански календар који није толико повезан са кинеским.

## Важнији догађаји Џокјо ере
- 1684. (Џокјо 1): Пожар спаљује царску палату у Кјоту до темеља. Реконструкција је трајала годину дана.[5]
- 1684. (Џокјо 1): Доживевши успех у кабуки позоришту у Осаки, Чикамацу Монзаемон почиње да пише дела за гледаоце у Кјоту. Популарност његовог рада понајвише лежи у чињеници да су му теме тренутни догађаји а ликови урбани и неуобичајни људи, што се публици тада веома допадало.[6]
- 26. март 1685. (Џокјо 2, двадесетдруги дан другог месеца): Умире бивши цар Го Саи. Током ноћи небом је пролетела велика комета.[2]
- 13. април 1686. (Џокјо 3, двадесетпрви дан трећег месеца): Цар Реиген абдицира у корист свога сина који постаје нови цар Хигашијама.[2] Након повлачења Реигенов дом је прозван Сенто гошо (Палата бившег цара).[5] У октобру избија Џокјо побуна.
- 20. децембар 1687. (Џокјо 4, шеснаести дан једанаестог месеца): Церемонија крунисања цара Хигашијаме (Даиџо саи церемонија) која није извршена још од цара Го Кашивабаре, опет је уведена због инсистирања шогуната.[7] Овај шинто ритуал (који је један од контроверзних у свету будући да се цар "спаја" са богињом Аматерасу која је уједно и предак монарха чинећи га особом божанског порекла) се обавља само једном и то по крунисању цара.[8]